# Raj utracony

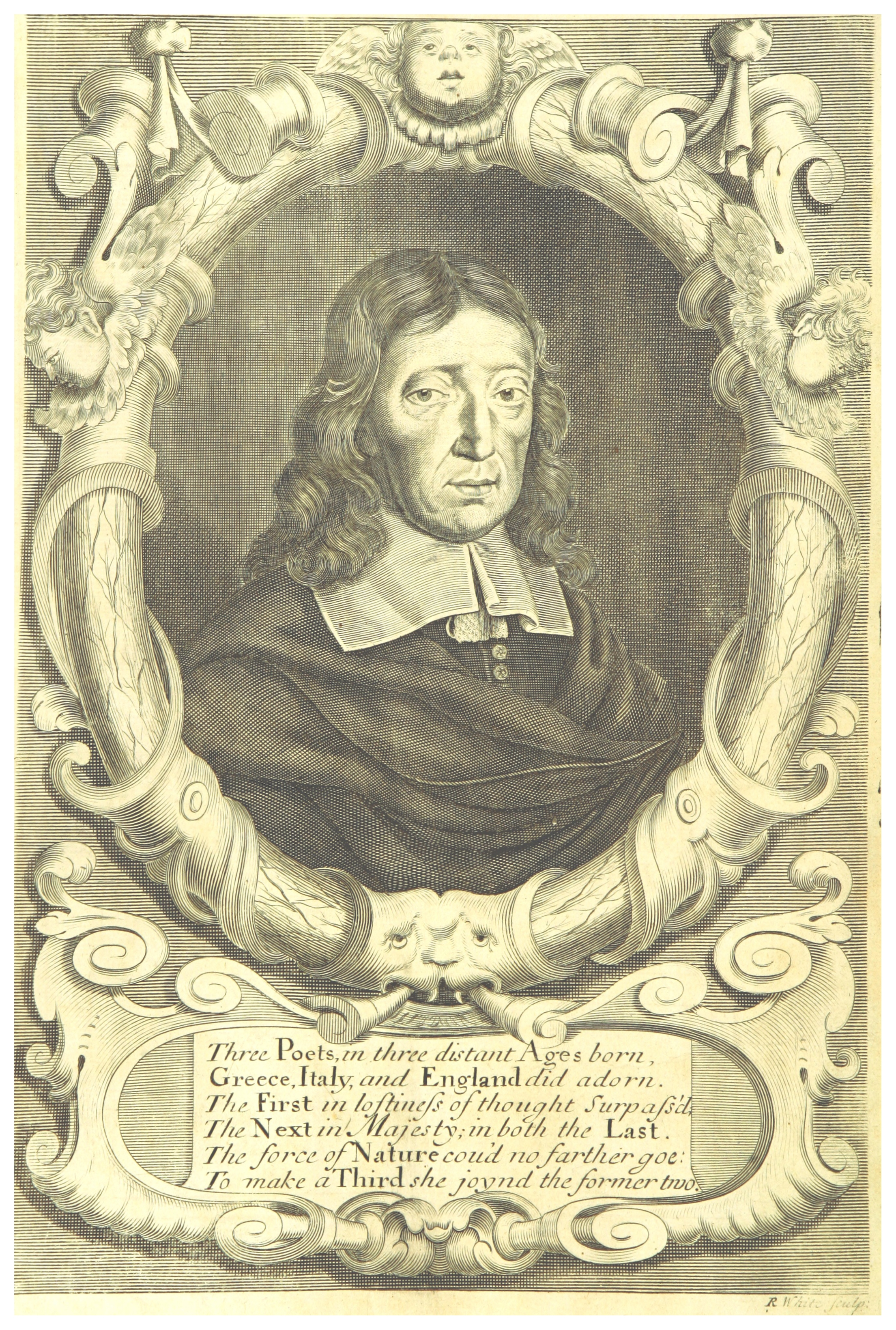
John Milton

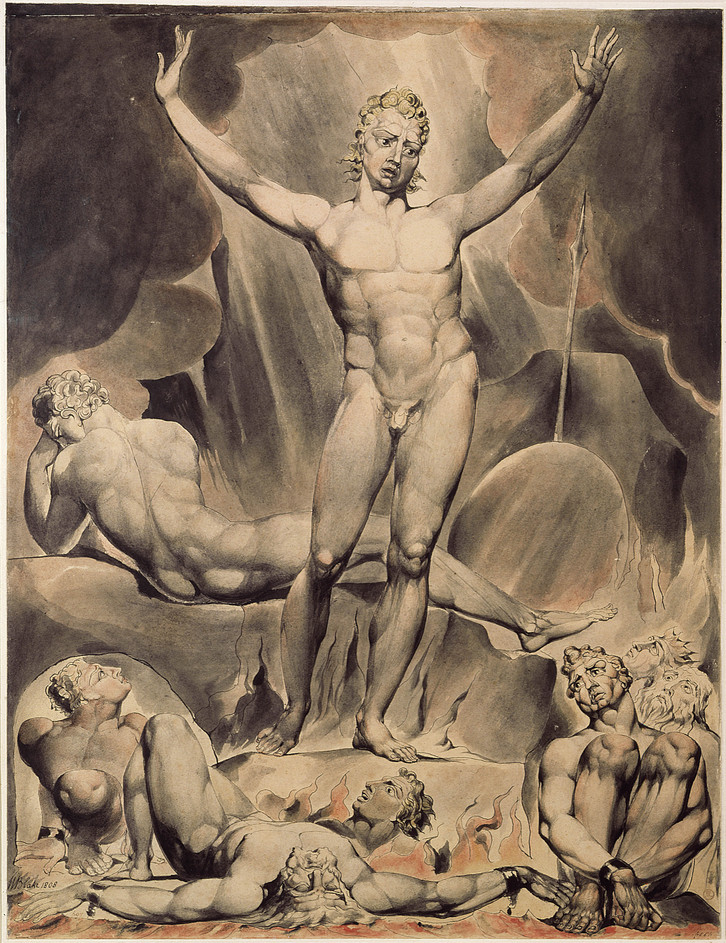
William Blake, Arcywróg wznieca bunt aniołów

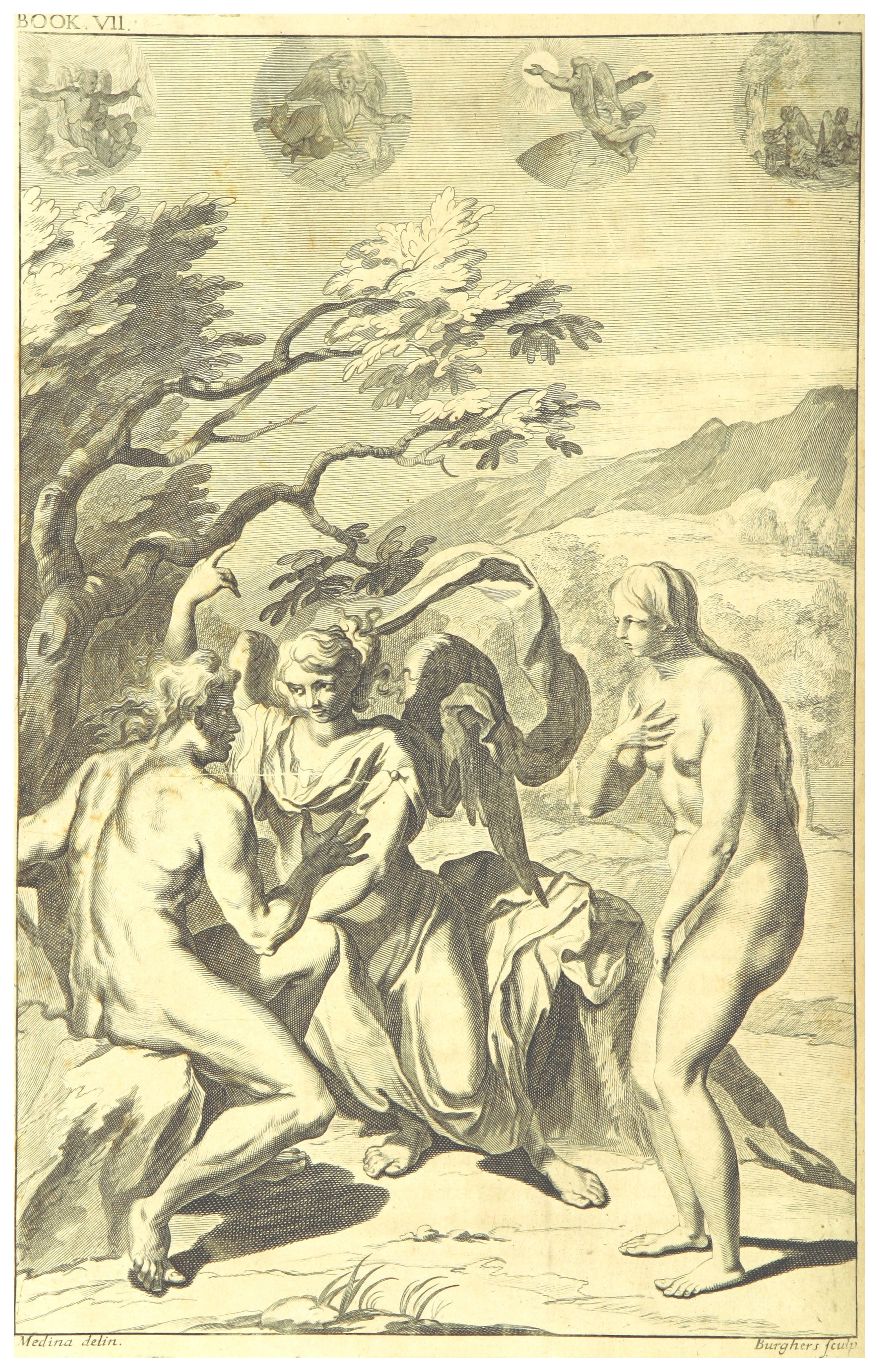
Anioł odwiedza Adama i Ewę w Raju

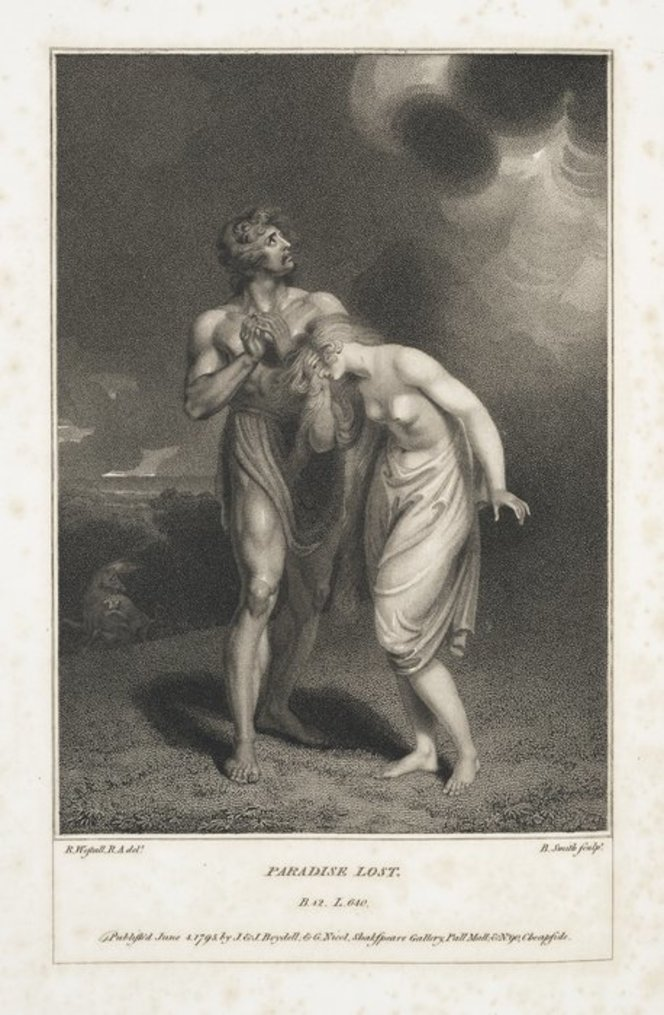
Adam i Ewa wygnani z raju

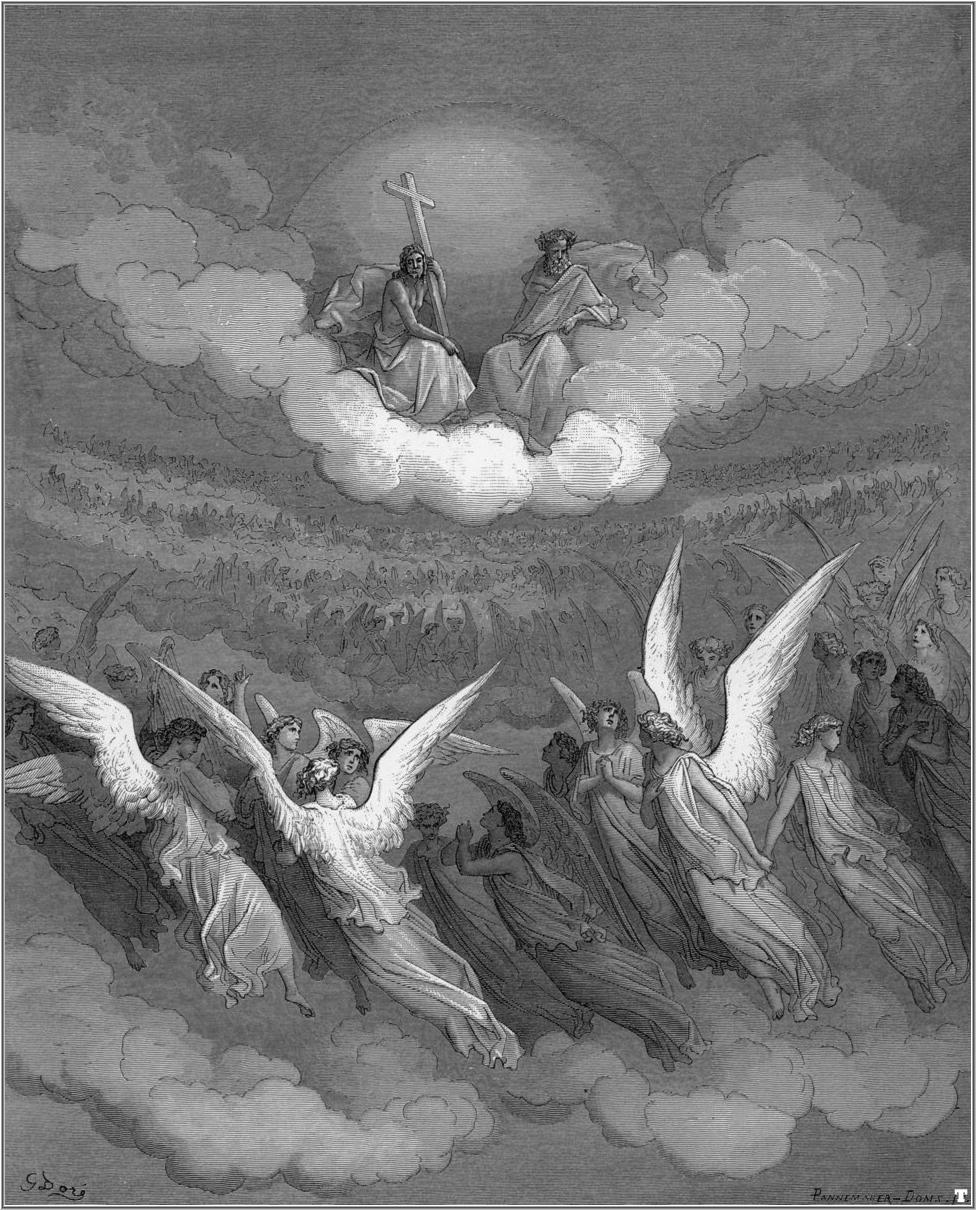
Gustave Doré, Bóg Ojciec i Syn Boży. Ilustracja do „Raju utraconego” Johna Miltona

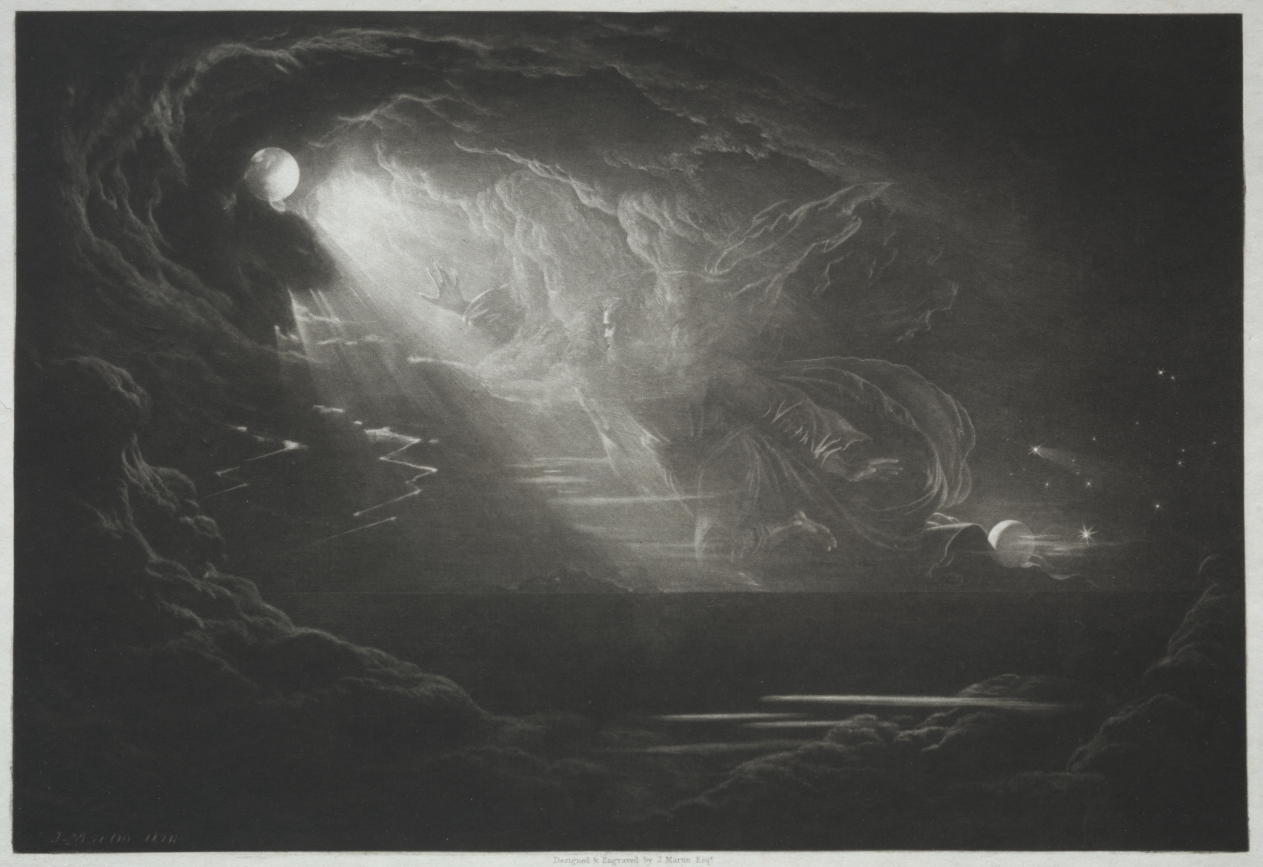
John Martin, Stworzenie światła

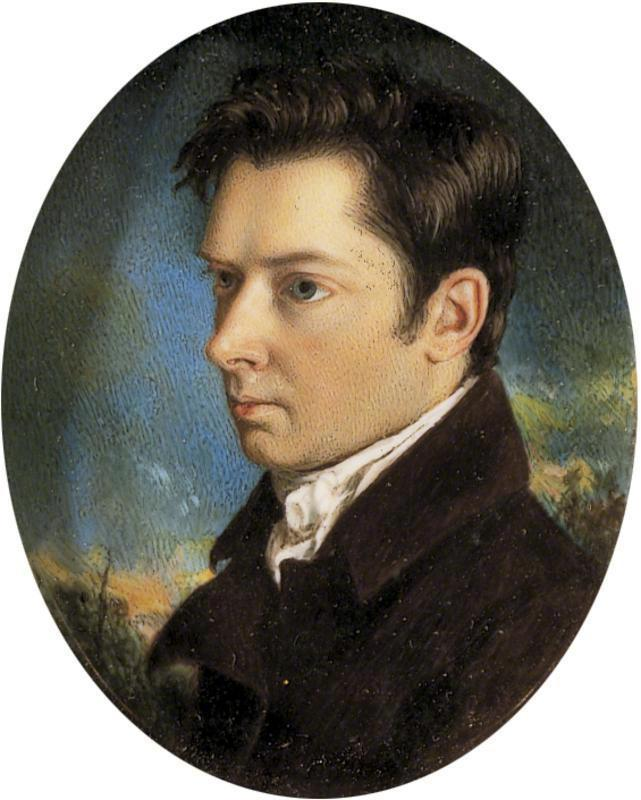
Romantycy, w tym krytyk William Hazlitt, przywrócili Miltonowi należne mu miejsce w panteonie angielskich poetów

Raj utracony (ang. Paradise Lost) – poemat epicki w 12 księgach autorstwa angielskiego poety i pisarza Johna Miltona, wydany po raz pierwszy w 1667 roku, a następnie w rozszerzonej wersji w roku 1674.

## Forma
Poemat został napisany jambicznym dziesięciozgłoskowcem (na język polski Maciej Słomczyński przetłumaczył go jedenastozgłoskowcem). Jest to wiersz biały (blank verse), dla jego melodii istotny jest rytm i stosowanie średniówki. Rymów Milton nie używał, ponieważ uznał je za zbędny i nadużywany ornament poezji (zaznaczył to w przedmowie do drugiego wydania). Stosował natomiast jako ornament aliterację: the swift Stag from under ground/Bore up his branching head: scarse from his mould/Behemoth biggest born of Earth upheav'd
His vastness. Do najbardziej znanych fragmentów należy apostrofa do światła:

Hail holy light, ofspring of Heav'n first-born,
Or of th' Eternal Coeternal beam
May I express thee unblam'd? since God is light,
And never but in unapproachèd light
Dwelt from Eternitie, dwelt then in thee,
Bright effluence of bright essence increate.
Or hear'st thou rather pure Ethereal stream,
Whose Fountain who shall tell? before the Sun,
Before the Heavens thou wert, and at the voice
Of God, as with a Mantle didst invest
The rising world of waters dark and deep,
Won from the void and formless infinite.

T.S. Eliot w swym eseju Milton (II) robi paralelę pomiędzy Rajem utraconym a Finnegans Wake Joyce’a, zwracając uwagę, żeby w tych dwóch książkach nie nastawiać się na dokładne widzenie, uzasadniając niewielkie zainteresowanie u Miltona pojedynczym człowiekiem, charakteryzuje te dwie książki, jako napisane przez wielkich, ślepych muzyków, z których każdy tworzy we własnym języku zbudowanym na bazie angielskiego, z naciskiem na dźwięk, a nie na wizję, na słowo, a nie na ideę.

## Nawiązania
Tworząc Raj utracony, Milton często nawiązywał do poprzednich wielkich eposów europejskich: Iliady, Odysei, jak również Eneidy. Uważał, że temat jego dzieła jest bardziej epicki niż powyższych, bowiem upadek pierwszych ludzi dotyczy całej ludzkości. Mimo to nie stronił od epickich konwencji takich jak inwokacja (Milton inwokuje do Uranii, która za czasów Miltona była kojarzona z chrześcijańskimi poetami) czy kulminacja akcji (w tym wypadku zjedzenie zakazanego owocu przez Adama i Ewę) następująca w księdze dziewiątej (Iliada czy Odyseja mają po 24 księgi, więc kulminacja następuje w nich w księdze osiemnastej, ale Milton podąża tradycją Wergiliusza, który zdecydował się na 12 ksiąg) bądź rozpoczęcie eposu in medias res.
- Zobacz też Raj odzyskany.

## Treść
Akcja Raju utraconego rozpoczyna się od upadku szatana i jego zwolenników, co może sugerować, iż to właśnie szatan jest bohaterem eposu. Często też Milton nazywany był „nieświadomym satanistą”, ze względu na szczegółową konstrukcję postaci Lucyfera. Koncepcja ta była szczególnie żywa wśród angielskich romantyków (właśnie szatana uznaje się za protoplastę tzw. bohatera bajronicznego).
Utwór podzielony jest na 2 części. Pierwsze sześć ksiąg opowiada głównie o buncie aniołów pod wodzą Szatana, tematem ostatnich sześciu ksiąg są natomiast ludzie (podział podkreślony jest przez ponowne użycie inwokacji w księdze siódmej). Treść zgodna jest zazwyczaj z historią opowiedzianą w biblijnej Genesis, Milton jednak wprowadza do fabuły np. antropomorficzne postacie Grzechu i Śmierci. Epos kończy się wygnaniem pierwszych rodziców z raju. Poeta podkreśla jednak, że Opatrzność nie opuściła ludzi, ale pozostała dla nich przewodnikiem:

Some natural tears they dropped, but wiped them soon;
The world was all before them, where to choose
Their place of rest, and Providence their guide.
They, hand in hand, with wandering steps and slow,
Through Eden took their solitary way.

## Światopogląd autora
Milton, gorliwy purytanin, wplótł w utwór krytyczne aluzje do katolicyzmu, np. nazywając naradę upadłych aniołów Synodem, a dla określenia mostu łączącego Ziemię i Piekło używając wziętego z łaciny wyrażenia Pontifice (Pontifex to jeden z tytułów papieży). Wplatanie łacinizmów w tekst służyło również uwzniośleniu stylu, podobnie jak zlatynizowana składnia.

## Krytyka
O eposie Miltona w XVIII wieku wypowiadał się wielokrotnie Joseph Addison. W okresie romantyzmu o dziele Miltona mówił i pisał znany krytyk William Hazlitt. Poruszył on problem wersyfikacji Miltona, polemizując z Samuelem Johnsonem, któremu zarzucał ocenę sposobu wierszowania w Raju utraconym z punktu widzenia monotonnej metryki oświeceniowej w kształcie występującym między innymi u Alexandra Pope’a. 
Kamieniem milowym krytyki Raju utraconego jest wydany w 1942 roku Preface to Paradise Lost C.S. Lewisa. Esej na temat Miltona napisał również T.S. Eliot.

## Ilustracje
Epos Miltona był źródłem inspiracji dla twórców z różnych dziedzin, literatów, plastyków i muzyków. Akwarele przedstawiające wydarzenia z Raju utraconego namalował angielski artysta i poeta William Blake. Po nim epos opatrzył ilustracjami angielski malarz-katastrofista John Martin. Później poemat zilustrował również francuski grafik Gustave Doré. Poemat Miltona stał się także podstawą opery Krzysztofa Pendereckiego o tym samym tytule.

## Przekłady
Epos Miltona tłumaczyli na język polski Jacek Idzi Przybylski, Franciszek Ksawery Dmochowski, Władysław Bartkiewicz i Maciej Słomczyński oraz Jarek Zawadzki (Wydawnictwo Biblioteki Śląskiej, 2024). Fragmenty przełożył Czesław Miłosz. Księgę pierwszą przetłumaczył Antoni Lange.

Grzech pierworodny i owoce drzewa
Zakazanego, które śmierci grozę
Przyniosło światu, a wraz pozbawiło
Ludzkość Edenu, póki mąż najświętszy
Nas nie odkupił, by odzyskać niebo —
Śpiewaj niebianko, co na tajnym szczycie
Horeb lub Synaj budziłaś natchnienie
W Pasterzu, który uczył lud wybrany,
Jako się począł w Bogu i z chaosu
Wyszedł zrąb świata.

Na język czeski epos przetłumaczył Josef Jungmann. Wydanie arcydzieła Miltona w języku czeskim było bardzo ważnym faktem w nowożytnej historii Czechów. Jungmann udowodnił, że język czeski nadaje się do literatury pięknej tak samo, jak używany przez wielu Czechów na co dzień niemiecki. Monografię o przekładzie Jungmanna napisał Karel Janů